# Jamalpur
Jamalpur è una suddivisione dell'India, classificata come municipality, di 96 659 abitanti, situata nel distretto di Munger, nello stato federato del Bihar. In base al numero di abitanti la città rientra nella classe II (da 50 000 a 99 999 persone).

## Geografia fisica
La città è situata a 25° 18' 41 N e 86° 29' 30 E.

## Società

### Evoluzione demografica
Al censimento del 2001 la popolazione di Jamalpur assommava a 96 659 persone, delle quali 51 262 maschi e 45 397 femmine. I bambini di età inferiore o uguale ai sei anni assommavano a 13 288, dei quali 6 750 maschi e 6 538 femmine. Infine, coloro che erano in grado di saper almeno leggere e scrivere erano 70 357, dei quali 40 833 maschi e 29 524 femmine.